# Classe Onega
Le navi appartenenti alla classe Onega (progetto 1806) sono state progettate per il rilevamento dei segnali acustici.
Queste unità hanno una doppia classificazione: Gidroakusticheskoye Kontrol'noye Sudno (GKS: nave da monitoraggio idroacustico) e Sudno Fizicheskiy Poley (SFP: nave per la misurazione dei campi fisici).

## Il servizio
Le unità della classe Onega sono particolarmente adatte per rilevare i segnali acustici provenienti dalle navi da guerra. Sono state costruite tra il 1973 ed il 1993 nel cantiere di Zelenodol'sk. Ufficialmente ne rimangono in servizio una ventina, ma alcune potrebbero essere in riserva.

## Unità in servizio
Flotta del Nord:
- Akademik Isanin: entrata in servizio nel 1994
- Akademik Makeev: ex SFP 562
- Georgy Chernyshyov
- GKS 286
- SFP 95
- Vladimir Peregudov: ex SFP 240

Flotta del Pacifico:
- GSK 224
- SFP 173: entrata in servizio nel 1991
- SFP 542
- SFP 295

Flotta del Baltico:
- Akademik Semenikhin: entrata in servizio nel 1992
- GKS 283
- Inzhener Akulov: entrata in servizio nel 1996
- Viktor Subbotin: entrata in servizio nel 2005

Flotta del Mar Nero:
- SFP 177: entrata in servizio nel 1991
- SFP 183

Risulta operativa con la Marina Russa anche la SFP 372, di cui però non si conosce la flotta di appartenenza.
Inoltre, vi è un'unità in servizio con l'Ucraina, la U 812 Severodonets'k. La sua operatività dovrebbe essere piuttosto ridotta.